# Пити
Пити́ (азерб. Piti)   — азербайджанский, национальный суп из баранины (грудинки), приготавливаемый в глиняной закрытой посуде на углях. Для приготовления обычно используется питишница — невысокий обливной изнутри глиняный горшочек объёмом около литра. Пити — один из основных национальных азербайджанских супов.

## Ингредиенты

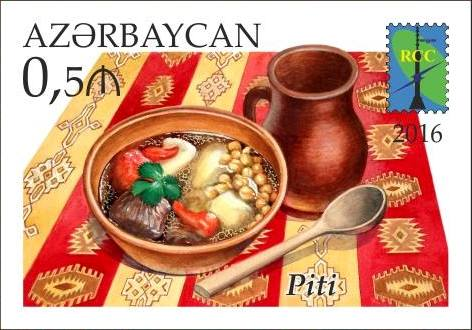
Почтовая марка Азербайджана, посвященная традиционному национальному блюду — супу пити

В пити закладываются подготовленные (испечённые заранее) каштаны, нут, чёрный перец, лук, чеснок, баранина. Сегодня каштаны стали заменять картофелем, добавляют рубленую пряную зелень. Пити готовится не менее часа, каждая порция — в отдельном горшочке, куда закладываются все продукты, заливаются кипятком и плотно закрываются крышками.

## Шекинское пити
Пити является символом Шеки — города, расположенного в 370 км от Баку. По словам владельца ресторана Cennet Bagi Замира Салахова, блюдо было придумано местными крестьянами.
За его сытность шекинцы называют пити двумя блюдами в одном.
В Шеки этот суп готовят в глиняных горшках, которые оставляют в печи в течение 8 часов.
Приготовление начинается с замачивания в воде около трех часов крупного жёлтого шекинского нута, который затем помещают на дно горшков с емкостью 300 мл. Нут должен занимать треть объёма горшка. На нут кладут баранину нарезанные мелкими кусочками — около 100 граммов, затем кусочек курдюка кладется сверху, чтобы покрывать содержимое. За несколько минут до подачи в каждый горшок добавляется шафран. Особенностью пити является его традиционнаяя подача, рядом ставятся тарелки: для остуживания вынутого мяса, с лавашом, соленьями и сумахом, который считается полезным для крови. Февраль считается идеальным месяцем для приготовления пити.